# Hôtel Réquy
L’hôtel Réquy, également connu comme l’hôtel Lamothe, est un hôtel particulier, situé au no 9 rue Saint-Rémésy, dans le centre historique de Toulouse. Construit en 1626 pour un avocat au Parlement, Augier de Lamothe, il est remanié au milieu de ce même siècle pour un riche marchand, Pierre de Réqui.
L'hôtel conserve des éléments représentatifs d'un style de transition, combinant des motifs de la Renaissance tardive et un style plus baroque. L'hôtel est inscrit partiellement aux monuments historiques en 1933.

## Histoire
Un premier hôtel particulier est édifié entre 1626 et 1627 pour Augier (ou Ogier) de Lamothe, docteur en droit, seigneur de Sainte-Colombe et avocat au Parlement de Toulouse, à l'emplacement de deux maisons contiguës héritées de son père. Le maître d’œuvre en est Claude Pacot, que les sources désignent comme l'auteur des croisées et du portail. Celui-ci vient d'achever les travaux de l'hôtel de Pierre Comère, rue des Bancs-Majous (actuelle rue Saint-Rome),.
En 1657, Pierre de Réqui, riche marchand, élu capitoul pour l'année 1656-1657, achète l'hôtel au fils d'Augier de Lamothe, le procureur au Parlement Gilles de Lamothe, et il le fait complètement rénover. À sa mort, l'hôtel passe à son fils, François de Réqui, conseiller au Parlement en 1682. C'est le capitoul François-Raymond David de Beaudrigue, petit-fils du fabricant de drap enrichi de Pennautier, qui hérite en 1748 des biens de François de Réqui, dont l'hôtel Réquy et celui de la place Saint-Barthélémy (emplacement de l'actuel no 8 rue du Languedoc). François-Raymond David de Beaudrigue achète pour 1 350 livres la charge de capitoul perpétuel et il en exerce la fonction de 1747 à 1751, en 1755, puis de 1759 à 1765. Il joue d'ailleurs un rôle éminent lors de l'affaire Calas, en 1761, puisque c'est lui qui ordonne l'arrestation de Jean Calas et de sa famille. Son fils, André David de Beaudrigue, seigneur d'Escalone, vend l'hôtel en 1784 à Jean-Joseph de Verlhac, receveur des droits du roi au Parlement. En 1812, l'hôtel passe au fils de ce dernier, Pierre-Joseph de Verlhac, qui le vend en 1824 à Bertrand Garrigues. C'est probablement à cette époque que la façade de l'hôtel est largement remaniée, ne conservant de l'hôtel du XVIIe siècle que le portail et les fenêtres du 3e étage. À la fin du XIXe siècle, à la suite du mariage de la fille de Bertrand Garrigues, l'hôtel passe dans la famille Biscons.
En 1933, les restes les plus remarquables de l'hôtel, le portail et les fenêtres de l'étage, sont justement protégés par une inscription aux monuments historiques, en même temps que l'hôtel voisin, l'hôtel Rivière, malgré l'opposition de la municipalité socialiste d’Étienne Billières. En 1938, l'hôtel est racheté et intégré au projet d'agrandissement de l'école élémentaire Fabre, tout comme l'hôtel Rivière.

## Description
Le bâtiment sur la rue Saint-Rémésy se développe sur trois étages carrés, rythmé par six travées. Au rez-de-chaussée, le portail de l'hôtel, décentré à droite, est en alternance de brique et de pierre. L'entablement est supporté par deux consoles, sur lesquelles sont sculptés deux atlantes engainés. Leurs visages, grimaçants, et leur cheveleure et leurs barbes, échevelées, évoquent un maniérisme tardif. Le style du portail présente des similitudes avec celui de l'hôtel Pierre Comère (no 3 rue Saint-Rome), construit la même année par Claude Pacot.
Au 3e étage, les fenêtres à meneaux en pierre sont les seules conservées de l'hôtel Lamothe. Les meneaux sont ornés de bouquets de fleurs et de grappes de fruits,.

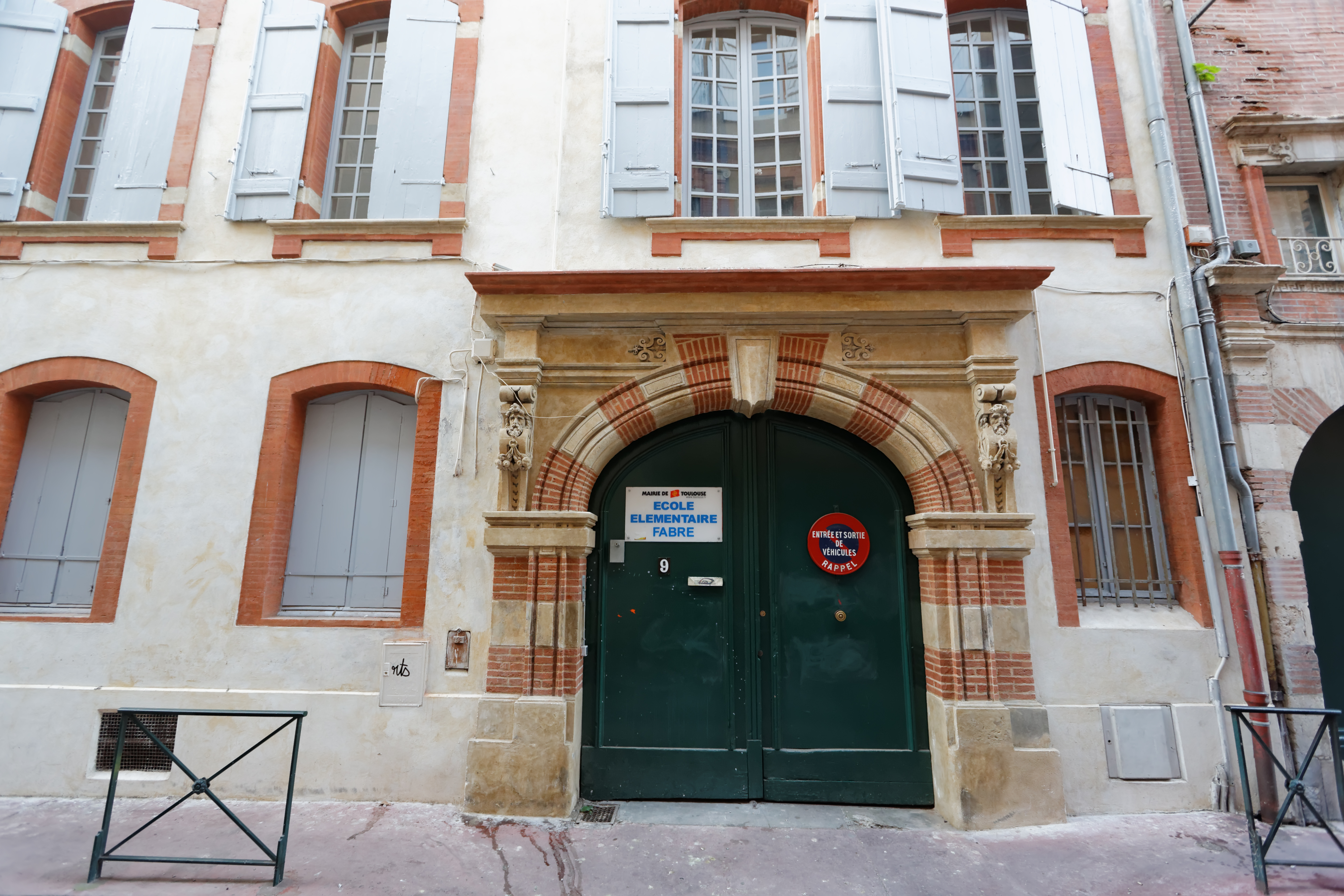
Le portail de l'hôtel Réquy.
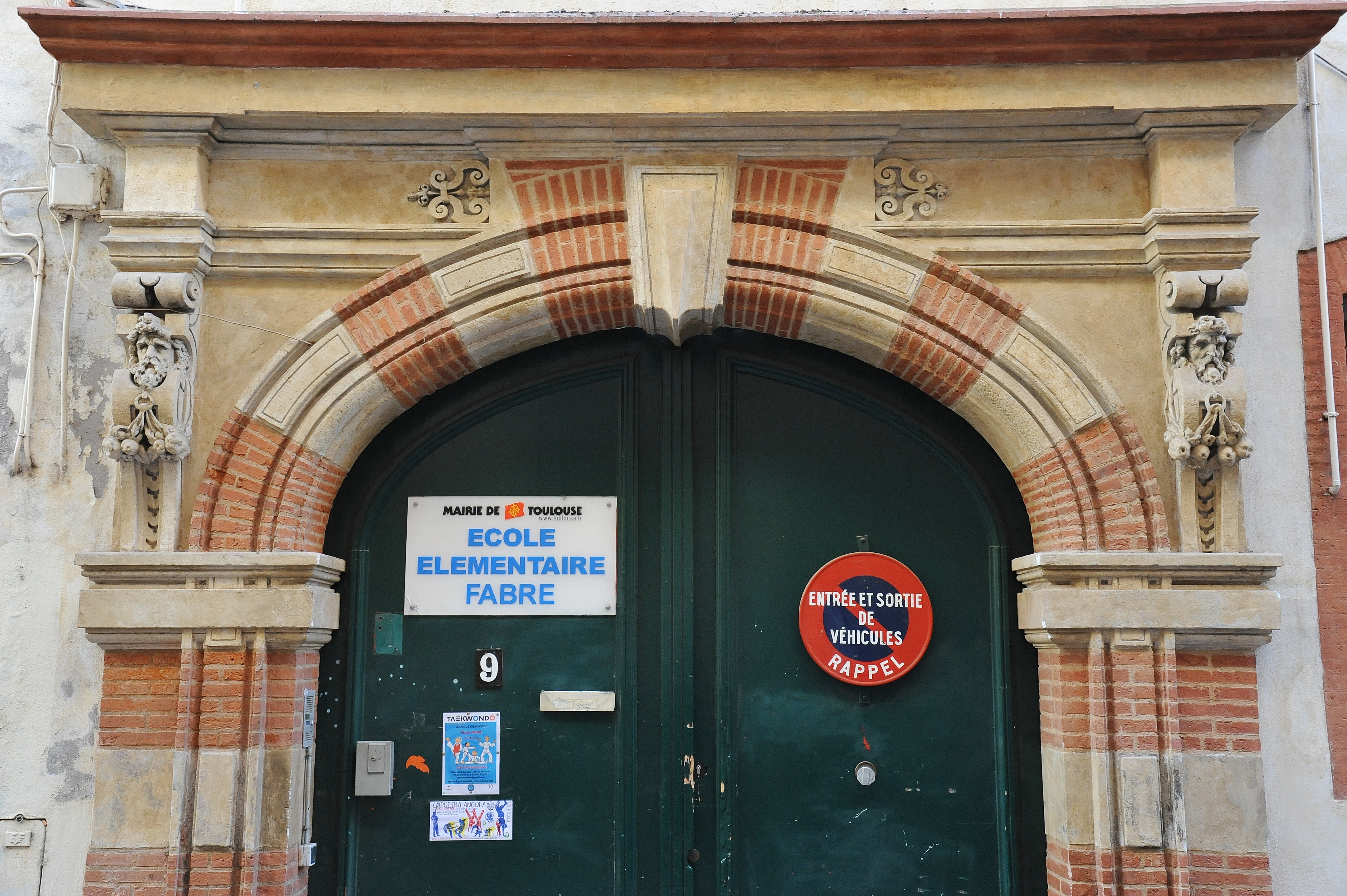
Détail du portail.
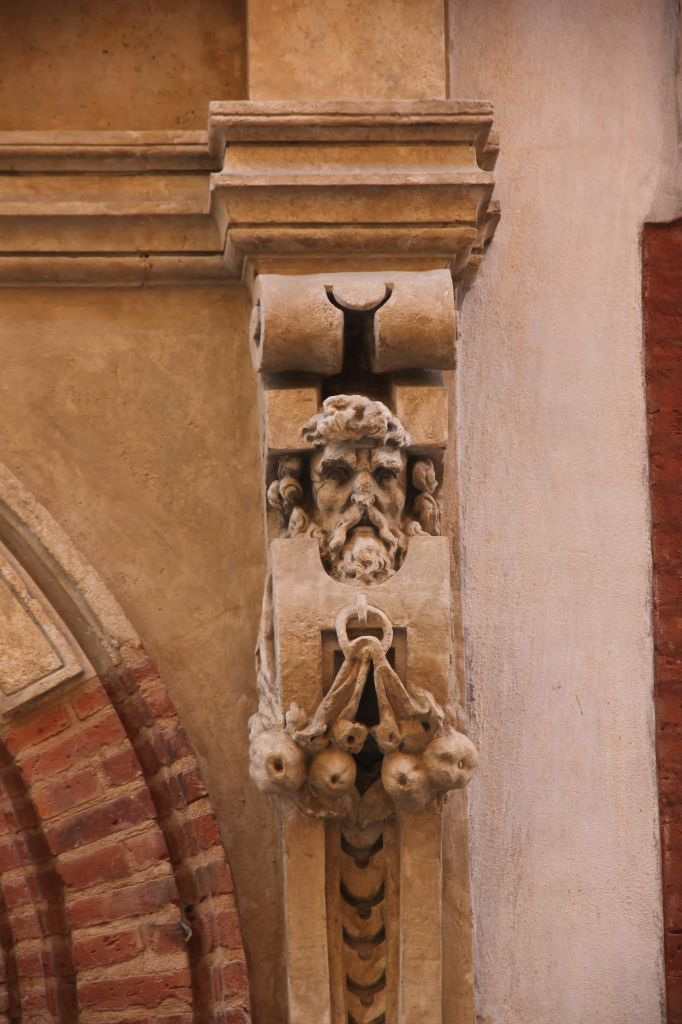
Détail d'une console du portail.

## Protection
Le portail et les trois fenêtres du 3e étage sont inscrits à l'inventaire supplémentaire des monuments historiques par arrêté du 19 avril 1933.